# Ferrovia Lucca-Viareggio
La ferrovia Lucca-Viareggio è una linea ferroviaria che congiunge Lucca a Viareggio. Impianto a vocazione prettamente locale, la costruzione dello stesso impose tuttavia accorgimenti particolari imposti dalla natura paludosa dei luoghi attraversati.

## Storia
Un collegamento ferroviario fra Lucca e il suo principale centro costiero, Viareggio, fu previsto dalla legge di finanziamento del 29 luglio 1879, che destinava a tale opera 4.267.400 lire, a carico dello Stato e della Provincia di Lucca.
Tale provvedimento poneva fine ad un lungo contenzioso che a partire dal 1860 vedeva contrapposti gli interessi di diversi Comuni, fra i quali quello di Camaiore, che richiedevano il passaggio di tale collegamento a beneficio del proprio territorio. Per compensare la mancata scelta del tragitto via Camaiore, quest'ultima città promosse la realizzazione della tranvia a vapore Camaiore-Viareggio.
Il progetto della linea fu curato dall'ingegnere Morandini, che lavorava per la Provincia di Lucca, e si concretizzò con il primo cantiere dedicato alla costruzione della galleria dei Ceracci e venne in seguito modificato prevedendo l'innesto della ferrovia, inizialmente previsto nella zona dell'antica dogana di Cerasomma, direttamente nella stazione di Lucca, con un lungo tratto in affiancamento rispetto alla ferrovia Lucca-Pisa.
I lavori di costruzione, nonostante la relativa brevità della linea, richiesero notevoli sforzi tecnici ed economici imposti dal difficile attraversamento della zona paludosa di Massaciuccoli: per realizzare la sede si rese infatti necessario sacrificare il terreno lungo il tracciato e riempire il canale così formato con migliaia di tonnellate di pietrisco che, cavato presso il Colletto di San Rocco, veniva trasportato in loco mediante una ferrovia di servizio a scartamento 950 mm sulla quale prestarono servizio 3 locomotive a vapore di costruzione Henschel.
L'intera linea fu inaugurata ufficialmente dalla Rete Mediterranea, cui fu affidato l'esercizio, il 21 dicembre 1890.
Nel 1905, anno di costituzione dell'azienda autonoma delle Ferrovie dello Stato, la linea passò in gestione a queste ultime, che ne curarono l'esercizio fino al 2000. Da tale data la linea passò in carico a Rete Ferroviaria Italiana.
L'esercizio in trazione elettrica, a corrente continua alla tensione di 3 kV, venne attivato il 2 ottobre 1960.
Nel 2022 sono stati compiuti alcuni studi preliminari per il raddoppio della tratta, che probabilmente sarà inserito nel contratto di servizio regionale tra le FS e la Toscana.

## Caratteristiche
| Continuation backward |

| Unknown route-map component "CONTgq" | Unknown route-map component "ABZg+rxl" | Unknown route-map component "exCONTfq" |

| Station on track |

| Unknown route-map component "SKRZ-Au" |

| Unknown route-map component "eDST" |

|  | Unknown route-map component "ABZgl" | Unknown route-map component "CONTfq" |

| Unknown route-map component "hKRZWae" |

| Unknown route-map component "HSTeBHF" |

| Enter and exit tunnel |

| Station on track |

| Unknown route-map component "SKRZ-Au" |

|  | Unknown route-map component "ABZg+l" | Unknown route-map component "CONTfq" |

| Unknown route-map component "eDST" |

| Station on track |

| Unknown route-map component "CONTgq" | One way rightward |  |

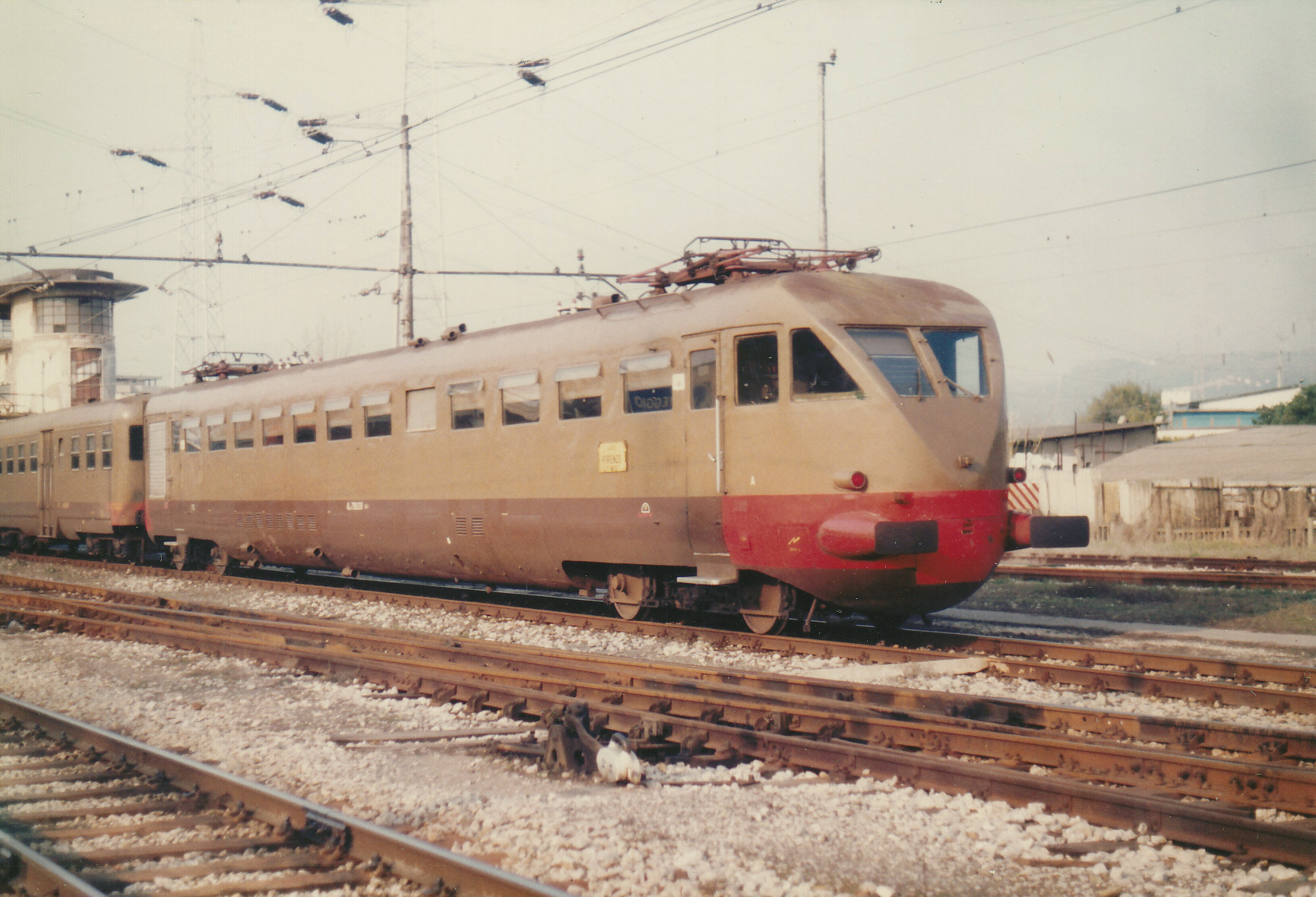
Treno locale per Lucca ricoverato a Viareggio, nel 1987

La linea è interamente a semplice binario ed elettrificata, ed è dotata di blocco conta-assi e sistema di protezione SCMT.
Il tratto in affiancamento con la ferrovia Lucca-Pisa, della lunghezza di 6,642 km, si presenta come un lungo rettilineo che attraversa la periferia ovest del capoluogo. Al termine di esso, superato il doppio Bivio Montuolo, la linea impegna il ponte sul fiume Serchio per dirigersi, superata la fermata di Nozzano, verso il colle dei Ceracci, che sottopassa mediante l'omonima galleria.
Raggiunto il versante marittimo, inizia la discesa che conduce dapprima a Massarosa, località servita anch'essa da una fermata. Poco oltre inizia il tratto costruito sulla palude che conduce in prossimità della ferrovia Tirrenica, raggiunta in corrispondenza dell'impianto dismesso di Viareggio Scalo.
La lunghezza complessiva della linea è di 21,991 km, con una pendenza massima del 10,5 per mille. Fra ponti e viadotti si contano lungo il percorso ben 117 opere d'arte, le principali delle quali sono i ponti sul canale Nuovo Ozzeri, quelli sui canali navigabili Burlamacca e Le Quindici e la citata opera di scavalcamento del Serchio.